# Faux manguier
Cerbera manghas
Espèce
Classification phylogénétique
Cerbera manghas (faux manguier ou tanguin) est une espèce de petit arbre à latex de la famille des Apocynaceae.
Le Cerbera manghas, comme le Cerbera odollam (l'arbre à suicide), a des fruits, des graines et un latex toxiques et mortels.

## Description

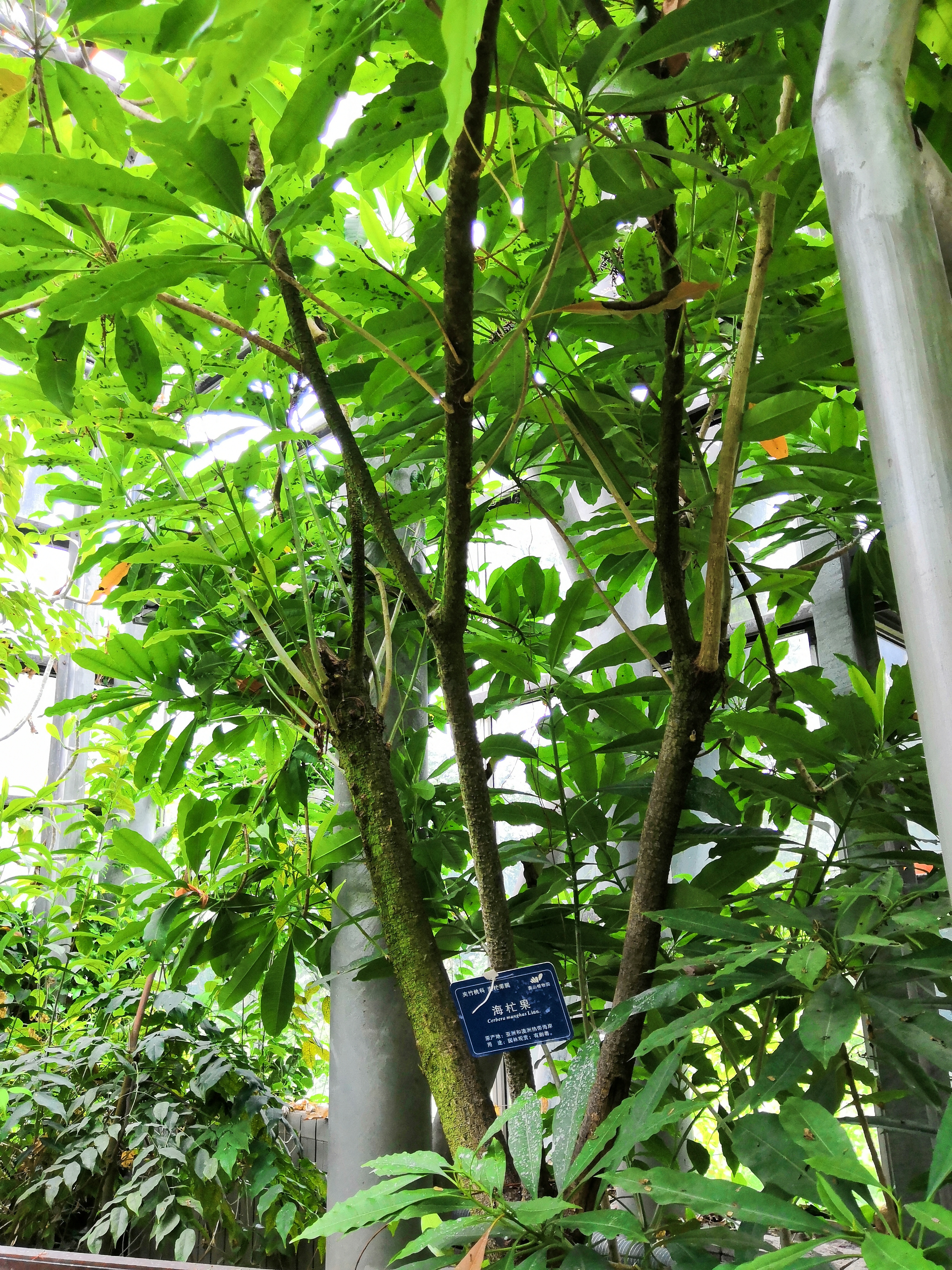
Faux manguier.

### Aspect
Petit arbre à feuillage persistant pouvant atteindre 6 à 8 mètres de hauteur.
L'arbre est souvent tortueux, son tronc peut atteindre 50 centimètres de diamètre et son écorce est rugueuse.

### Feuilles
Alternes, simples et entières, de 15 à 25 centimètres de long.
Le pétiole fait 4 à 5 centimètres.

### Fleurs
Les fleurs sont blanches à rouges, très parfumées, et disposées en grappes. Elles virent du blanc au gris sans faner.

Fleurs et fruit
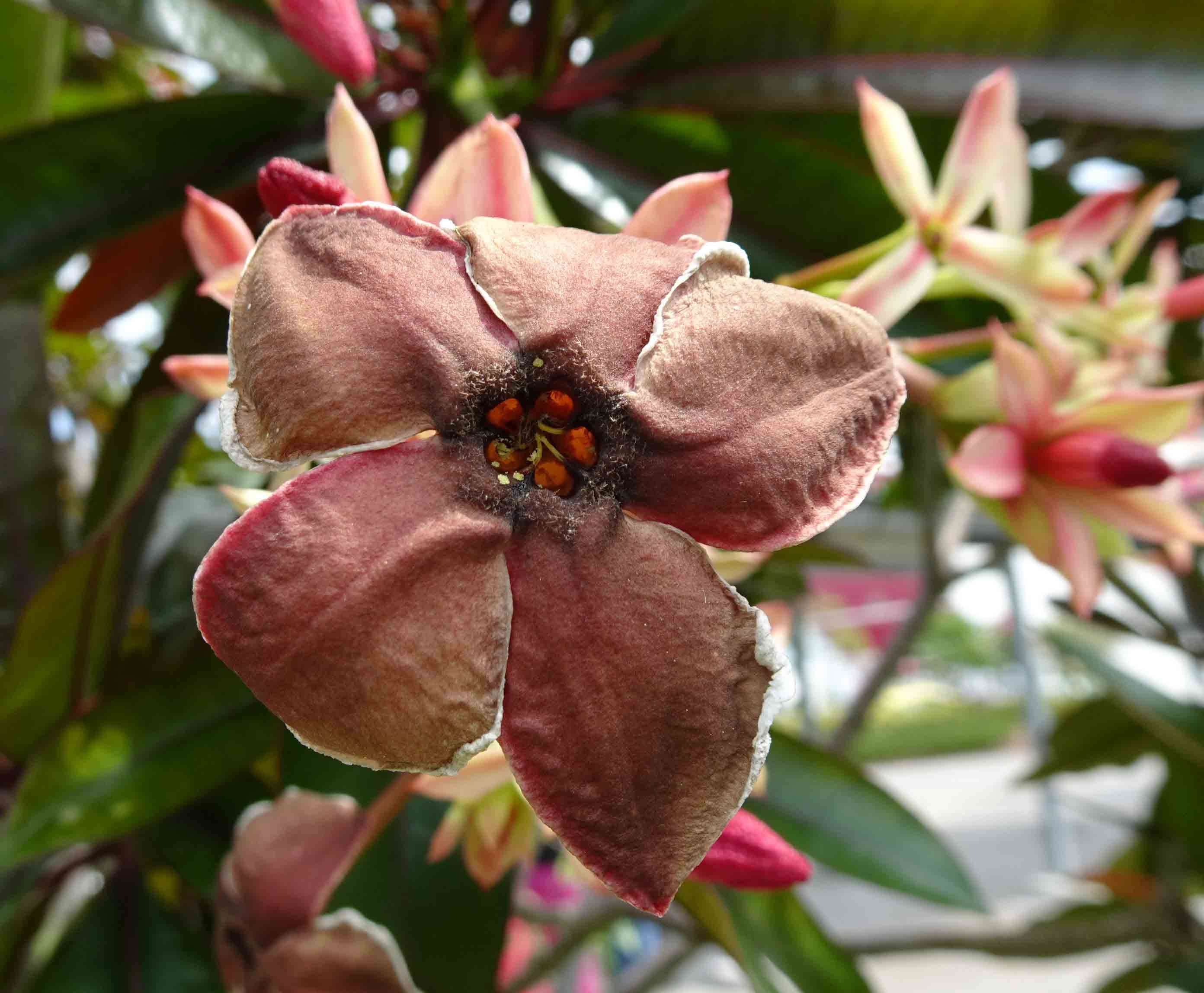
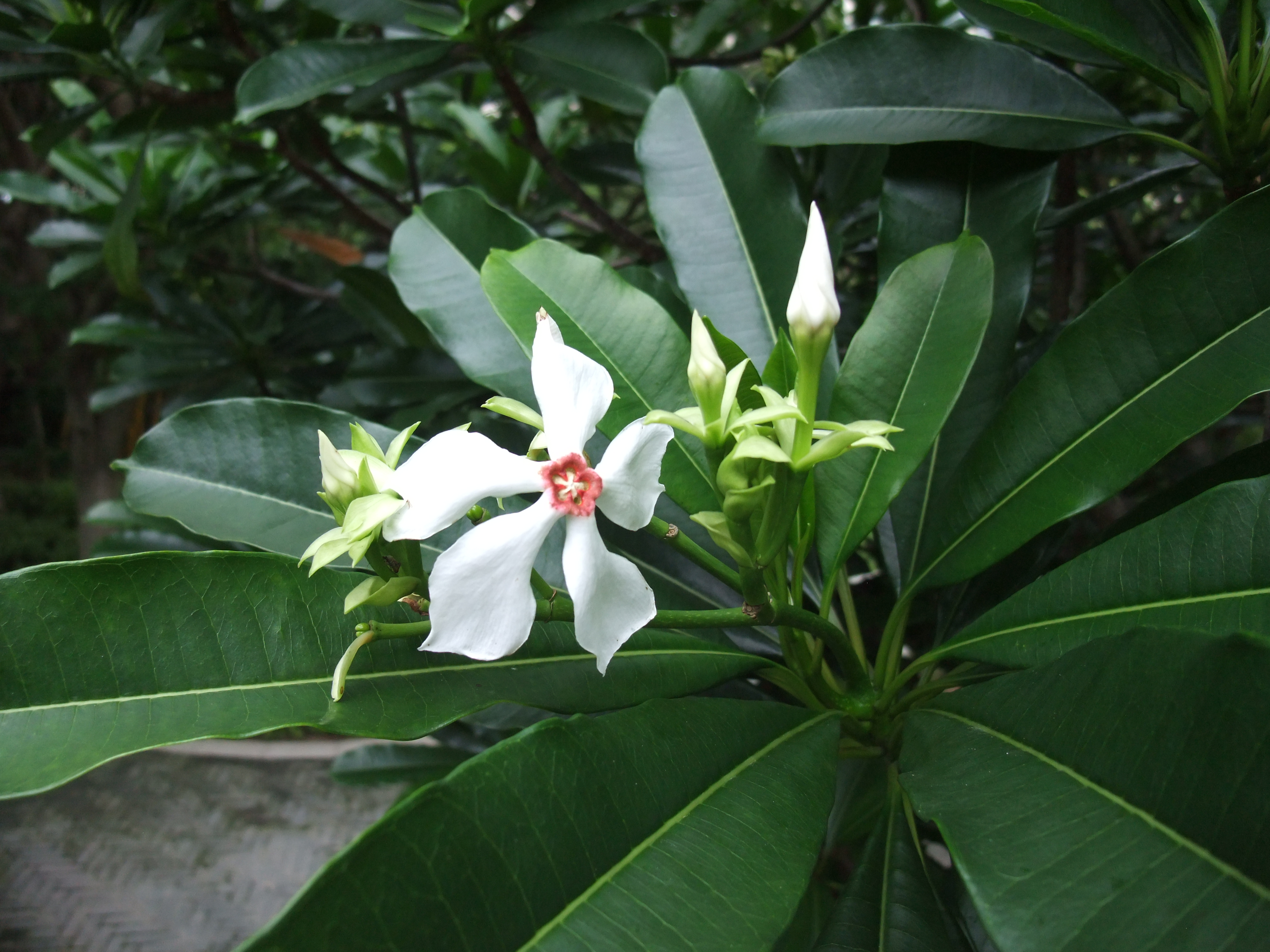
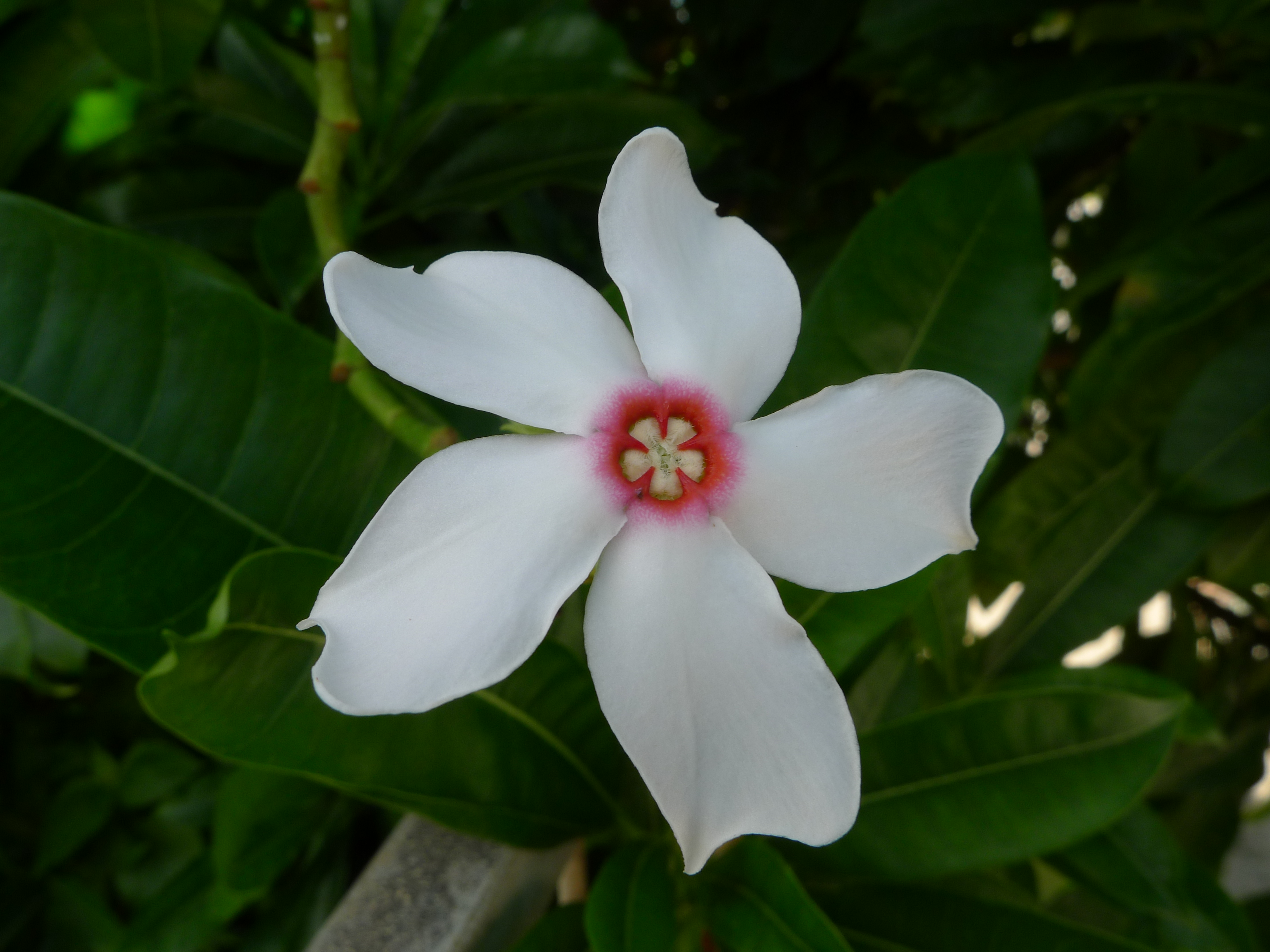
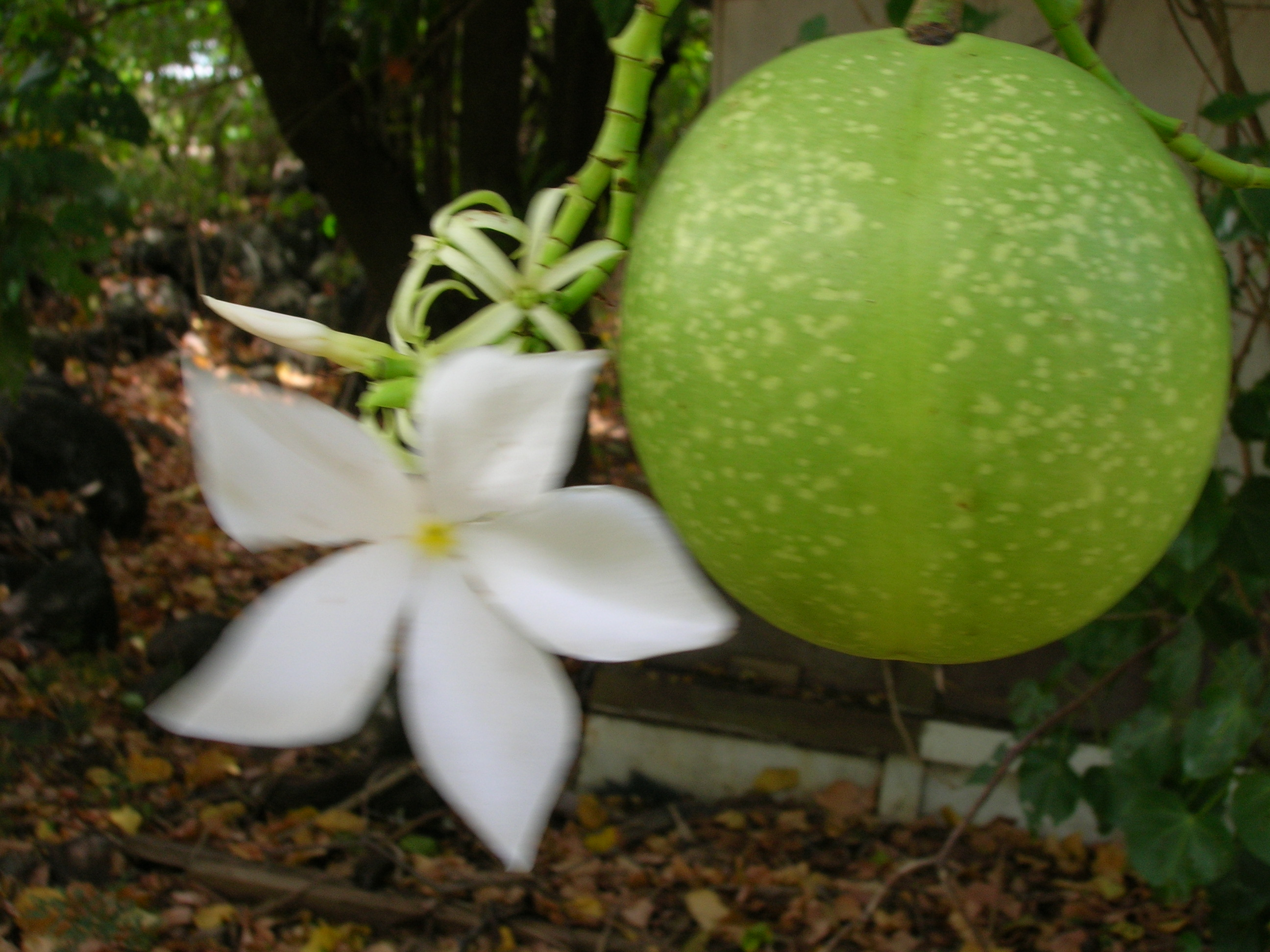

### Fruits
Drupes charnues de 4 centimètres de diamètre à pulpe fibreuse renfermant 1 ou 2 graines très toxiques. Le fruit ressemble à une mangue ; il est vert et devient rougeâtre à maturité.

## Habitat
On le trouve le plus souvent au bord des cours d'eau, sur les littoraux, près des deltas marécageux des fleuves et des mangroves. Il peut pousser en forêt humide, forêt sèche et en formation halophile.

## Aire de répartition
- Afrique : Île Maurice, Madagascar, Seychelles, Tanzanie
- Asie : Asie du Sud-Est, Chine, Japon
- Pacifique : Australie, Nouvelle-Calédonie, îles du Pacifique

On distingue deux variétés en Nouvelle-Calédonie : manghas (autochtone) et acustisperma (endémique à l'archipel).

## Utilisation
Cet arbre produit une noix très toxique appelée « tanguin » ou "tangena (en)". Les Malgaches l'utilisaient autrefois comme poison d'ordalie, pour déterminer la culpabilité ou l'innocence de personnes accusées de crime. Cette pratique a été abolie en 1861 par le roi Radama II.
En Inde, on utilise cette plante pour se suicider et parfois pour commettre un meurtre.
En Nouvelle-Calédonie, dans la culture kanak, le faux manguier représente un lien entre le monde des vivants et celui des morts. Cette plante est de nos jours communément plantée au sein des espaces verts, surtout la variété rouge.
Cette plante est aussi utilisée dans la pharmacopée traditionnelle car, à très faible dose, c'est un cardiotonique très efficace et un excellent vomitif.

## Synonymes
- Cerbera tanghin Hook.
- Cerbera venenifera (Poir.) Steud.
- Tanghinia venenifera Poir.